# Conurbación Rancagua-Machalí
La conurbación Rancagua-Machalí, también denominada conurbación Rancagua-Machalí-Gultro-Los Lirios, es una conurbación ubicada en Chile, compuesta por las zonas urbanas de las comunas de Rancagua y Machalí. También incluye las localidades de Gultro, comuna de Olivar, y de Los Lirios, comuna de Requínoa.
Cercanos a esta conurbación, y probablemente parte de ella en un futuro cercano, son comunas y localidades como Olivar Alto (comuna de Olivar), Punta de Cortés (comuna de Rancagua), Codegua, Graneros, La Compañía (comuna de Graneros), e incluso otros sectores pertenecientes a comunas aledañas como Lo Miranda (comuna de Doñihue).[cita requerida]

## Población
La población de las comunas que componen esta conurbación, según datos censo de 2017, es la siguiente:
| Comuna   | Población | Pobl. urbana |
| -------- | --------- | ------------ |
| Rancagua | 241 774   | 234 279      |
| Machalí  | 52 505    | 51 507       |
| Total    | 294 272   | 285 786      |

Incluyendo las localidades de Gultro y Los Lirios, la conurbación cuenta con una población de 290 029 habitantes, así como 108 338 viviendas y una superficie de 91,33 Km².

## Características

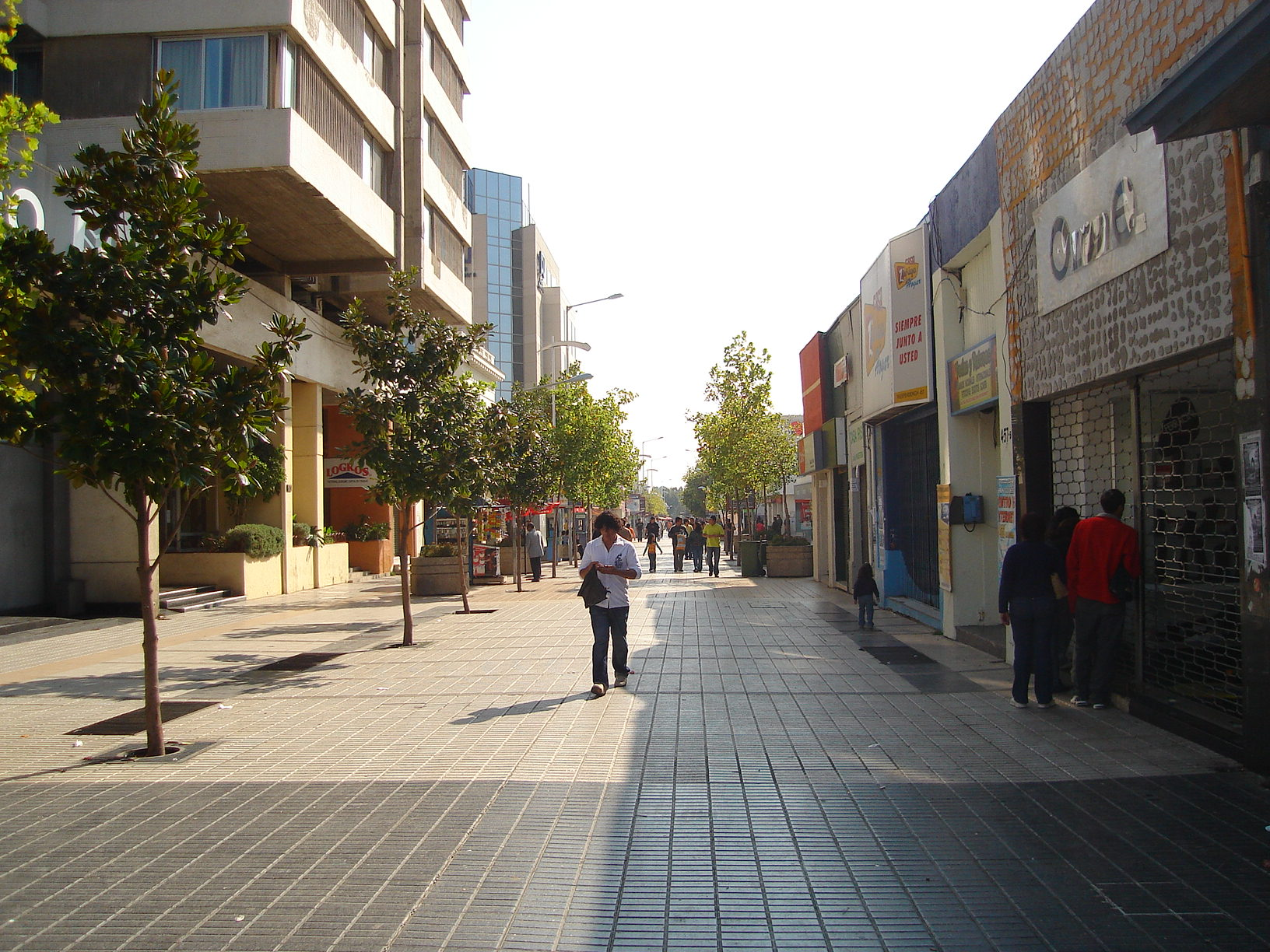
Paseo Independencia, uno de los principales ejes comerciales de Rancagua.

Durante estos últimos años la comuna de Machalí ha sufrido un gran crecimiento en lo referente a construcción habitacional. Esta pasó de ser de una comuna rural a una comuna que poco a poco ha ido incrementando tanto su población como su plusvalía, destacándose el boom inmobiliario, mediante grandes construcciones de loteos y condominios en las principales avenidas de la comuna, la avenida San Juan, y la Carretera el Cobre. De esta manera, y paulatinamente, Machalí se convierte en la ciudad dormitorio de Rancagua.[cita requerida]

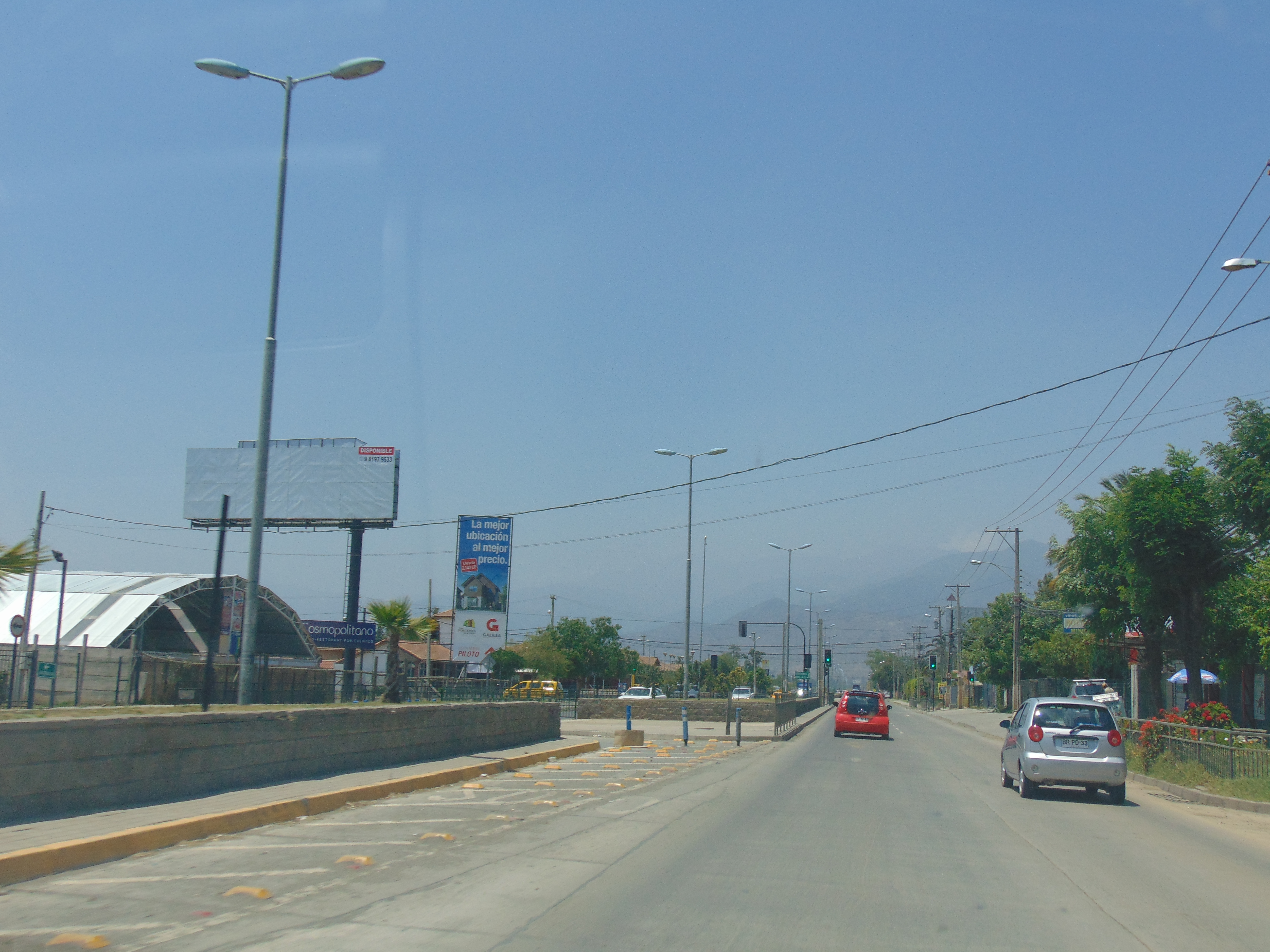
Avenida San Juan, sector Sanchina. Principal eje vial conurbador entre Rancagua y Machalí

El límite natural de ambas comunas es el Canal La Compañía, que corre paralela a pocos metros de la Av. El Parque (detrás de Cinemark), conectadas por la Nueva Avenida Miguel Ramírez – San Juan. Dicha arteria fue remodelada como parte del bicentenario de Chile con una renovación total de sus calzadas, pasando de 2 a 4, comprendidos entre la Ex-Ruta 5 y Camino el Recreo. Las obras se entregaron en el mes de septiembre de 2010, faltando por entregarse el tramo entre Camino el Recreo y Calle El Roble que contará con una calzada en 2 pistas de 9 metros de ancho.[actualizar]

## Transporte
El transporte mayor del Gran Rancagua se llama Trans-O'Higgins, se hizo una división a los tipos de transporte: las micros de color rojo que son las de recorrido urbano correspondientes a Rancagua y las de color verde que son las del tipo rural u otra comunas. Estas últimas son el pilar del transporte con las comunas cercanas a la ciudad, que ya muestra atisbos de conurbación con la comuna de Machalí., y de otras comunas como Graneros, San Francisco de Mostazal y Doñihue. El transporte menor lo constituyen las líneas de taxis colectivos, que se dividen en los intercomunales y los netamente urbanos. Actualmente existe una restricción vehicular a los colectivos, que forman parte importante del parque automotriz de la ciudad. El Rodoviario es el terminal donde se concentra la locomoción hacia las comunas aledañas a la ciudad, tanto en transporte mayor como menor.
Además, el Tren Rancagua-Estación Central tiene detenciones en las estaciones de Rancagua y Graneros, servicio que proyecta habilitar más paradas.
Se debe mencionar además que la Región de O'Higgins se caracteriza por un elevado uso de la bicicleta como medio de transporte local.[cita requerida]